# 2,4'-ジヒドロキシアセトフェノン
2,4'-ジヒドロキシアセトフェノン（2,4-dihydroxyacetophenone）とは、アセトフェノンのベンゼン環の2位（オルト位）と4位（パラ位）に1つずつヒドロキシ基が付いた、フェノール類に分類される有機化合物である。2',4'-ジヒドロキシアセトフェノンや、2,4-ジヒドロキシアセトフェノンと書かれる場合もある。
89-84-92,4'-ジヒドロキシアセトフェノンは、示性式(HO)2C6H3COCH3、分子量152.15、1気圧における融点143℃から144.5℃、1気圧25℃における密度は1.18 (g/mL)である

。
なお、ジバクアリがまき散らす液体に含まれていることが知られている。